# Avenue Yves-Brunaud
L'avenue Yves-Brunaud (en occitan : avenguda Yves Brunaud) est une voie de Toulouse, chef-lieu de la région Occitanie, dans le Midi de la France.

## Situation et accès

### Description
L'avenue Yves-Brunaud est une voie publique. Elle traverse le quartier de Jolimont.
Elle naît dans le prolongement de l'avenue Léon-Blum. Elle se termine au niveau de la place de la Roseraie.
La chaussée compte deux voies de circulation automobile dans chaque sens. Elle est longée sur toute sa longueur par une piste cyclable du côté pair, et une bande cyclable du côté impair.

### Voies rencontrées
L'avenue Yves-Brunaud rencontre les voies suivantes, dans l'ordre des numéros croissants (« g » indique que la rue se situe à gauche, « d » à droite) :
1. Avenue Léon-Blum
2. Esplanade Jean-Cassou - accès piéton (g)
3. Rond-point du Capitaine-Alfred-Dreyfus
4. Avenue Jacques-Chirac (d)
5. Rue de la Chaumière (d)
6. Rue Anita-Conti (d)
7. Rue Jeanne-Labrosse (d)
8. Place Pierre-Satre (d)
9. Rue Benjamin-Baillaud (g)
10. Impasse André-Lartigue (g)
11. Rue du CEAT (d)
12. Passage Louis-Plana (d)
13. Rue Louis-Plana (d)
14. Avenue du Parc (d)
15. Square Vincenzo-Tonelli (d)
16. Rue de Périole (g)
17. Avenue de Lavaur (g)
18. Rue de la Côte-d'Or (g)
19. Place de la Roseraie (d)

## Odonymie
L'avenue, ouverte en 1968, porte depuis cette date le nom d'Yves Brunaud (1920-1962). Il fut pilote d'essai et réalisa le premier vol de nombreux avions. C'est à bord du Breguet Atlantic que, en compagnie d'Alain Richard et Rémy Raymond, il mourut le 19 avril 1962 près de Revel.

## Histoire
L'avenue Yves-Brunaud est tracée et aménagée en 1968.